# Kampong Speu (província)
Kampong Speu é uma província do Camboja. Sua capital é Kampong Speu. Possui uma área de 7.017 km². Em 20088, sua população era de 716.517 habitantes.
A província está subdividida em 8 distritos:
- 0501 - Basedth
- 0502 - Chbar Mon
- 0503 - Kong Pisei
- 0504 - Aoral
- 0505 - Odongk
- 0506 - Phnum Sruoch
- 0507 - Samraong Tong
- 0508 - Thpong